# تاتيانا ماريا
تاتيانا ماريا (بالألمانية: Tatjana Maria) مواليد 8 أغسطس 1987 في باد زاولغاو، ألمانيا الغربية، هي لاعبة كرة مضرب ألمانية تلعب باليد اليمنى وتحتل حالياً المرتبة 90 (8 فبراير 2016) في تصنيف رابطة محترفات كرة المضرب.

## الخط الزمني للأداء
مفتاح
| ف | ن | ن.ن | ر.ن | د# | د.م | ل | أ.أ | ت | غ | ب | ف | ذ | م.خ | ل.ت |

(ف) فاز بالبطولة (ن) وصل النهائي (ن.ن) نصف النهائي (ر.ن) ربع النهائي (د#) الأدوار الأربعة الأولى (د.م) دور المجموعات (ل) شارك في كأس ديفيز (أ.أ) خرج من الأدوار الاولى (ت) خسر التصفيات التأهيلية (غ) غاب عن الحدث أو البطولة (ب) حصل على ميدالية برونزية (ف) حصل على ميدالية فضية (ذ) حصل على ميدالية ذهبية (م.خ) بطولة الماسترز خُفضت إلى مرتبة أقل (ل.ت) البطولة لم تعقد في السنة المعينة.
لتجنب الارتباك وازدواجية الحساب، يتم تحديث هذه المعلومات إما في نهاية البطولة، أو عندما تكون مشاركة اللاعب في البطولة قد انتهت.

### الفردي
| الدورة                        | 2007 | 2008 | 2009 | 2010 | 2011 | 2012 | 2013 | 2014 | 2015 | 2016 | ف-خ  |
| ----------------------------- | ---- | ---- | ---- | ---- | ---- | ---- | ---- | ---- | ---- | ---- | ---- |
| بطولة أستراليا المفتوحة للتنس | ت1   | د1   | د2   | د1   | ت1   | غ    | ت3   | غ    | د1   | د2   | 2–5  |
| دورة رولان غاروس الدولية      | غ    | غ    | ت3   | د1   | ت1   | ت3   | د1   | غ    | د1   |      | 0–3  |
| بطولة ويمبلدون                | د1   | غ    | د2   | د1   | ت1   | ت2   | د1   | غ    | د3   |      | 3–5  |
| أمريكا المفتوحة               | د1   | غ    | د1   | ت1   | ت2   | د2   | غ    | ت2   | د1   |      | 1–3  |
| فوز-خسارة                     | 0–2  | 0–1  | 2–3  | 0–3  | 0–0  | 1–1  | 0–2  | 0–0  | 2–3  | 1–1  | 6–16 |

## روابط خارجية
- تاتيانا ماريا على موقع رابطة محترفات التنس (الإنجليزية)
- تاتيانا ماريا على موقع الاتحاد الدولي لكرة المضرب (الإنجليزية)
- تاتيانا ماريا على موقع كأس بيلي جين كينغ (الإنجليزية)
- تاتيانا ماريا على موقع بطولة ويمبلدون (الإنجليزية)
- تاتيانا ماريا على موقع خلاصة التنس.كوم (الإنجليزية)
- تاتيانا ماريا على موقع إي إس بي إن.كوم (الإنجليزية)
- تاتيانا ماريا على موقع اللجنة الأولمبية الألمانية (الألمانية)